# Навчи мене кохати
«Навчи мене кохати» — турецький романтичний телесеріал, показ якого тривав у 2016―2017 роках.

## Сюжет
Альпер Ерен – відомий кухар, має власний ресторан, одружений з Берною, у них є дочка Чічек. Вони хочуть розлучитися, тому що  постійно сваряться, а Берна  має таємний роман з найкращим другом Альпера, Онуром.
Одного разу брат Альпера, Джихан, шукав Онура, щоб отримати гроші за оренду ресторану. Але Онур вкрав гроші. Берна також шукає Онура. Джихан дізнався, що у Берни та Онура були стосунки. Вони почали сваритися в автомобілі, що призвело до ДТП. Джихан померає, а Берна - у комі. Тепер Альпер має піклуватися про дочок Джихан - Ейлюль і Мерджан. Альпер також має фінансові труднощі, оскільки Онур вкрав усі гроші, тому йому доводиться продати ресторан і свій будинок.
Хашмет – багатий чоловік і бізнесмен, хоче відкрити ресторан. Його права рука Енгін, який також є другом дитинства Альпера, каже Хашмету, що його друг Альпер кухар, і хоче, щоб вони разом допомагали Альперу. Альпер і Хашмет стають партнерами. Хашмет запрошує Альпера на своє весілля.
Розлучена і мати-одиначка Лейла Айдин живе в Німеччині зі своїм батьком, мачухою, зведеними братом і сестрою та сином. Їм важко жити разом, оскільки вони не ладнають і мають фінансові проблеми. Мати Лейли покинула її та батька, коли вона була дитиною. А її батько працює на багатого бізнесмена Хашмета. Одного разу Хашмет потребує перекладача, і її батько Саліх каже йому, що Лейла може говорити різними мовами. Він зустрічає її і дивується її красі, закохується. Через кілька днів Хашмет хоче одружитися з Лейлою. Вона погоджується заради свого сина, оскільки зводить кінці з кінцями і знає, що Хашмет може забезпечити речі для неї та її сина. У день весілля вона втікає, оскільки дізнається, що Хашмет замішаний у небезпечній справі і є злочинцем. Коли Лейла тікала з весілля, вона сіла в найближчу машину, яка є автомобілем Альпера, тому тепер Альпер змушений ховати її від Хашмета. Звідси починається їхня подорож і історія кохання. Однак є проблеми з Хашметом, який готовий знайти її, навіть на іншому кінці світу. Пізніше і дружина Альпера, Берна, прокидається з коми.

## Акторський склад
| Актор               | Український дубляж | Роль                                  | Статус |
| ------------------- | ------------------ | ------------------------------------- | --- |
| Кадір Догулу        | Роман Чорний       | Альпер Ерен                           | Успішний шеф-кухар, який одружений з Берною, і у них є спільна дочка Чічек. Він не любить свою дружину, але залишається з нею заради їхньої дочки. Після смерті брата він піклується про своїх племінниць Ейлюль і Мерджан і доглядає за ними. Пізніше він зустрічає Лейлу, і незабаром вони закохуються, хоча знають, що це заборонено. |
| Седа Бакан          | Анна Дончик        | Лейла Айдин Ерен (раніше Лейла Демір) | Молода жінка, яка є розлученою, має сина та живе зі своїм батьком та зведеною сім’єю. Вона втікає в день свого весілля, дізнавшись, що Хашмет злочинець, і помилково сідає в машину Альпера. Незабаром вона закохується в нього, але на цьому шляху вони стикаються з труднощами.                                                        |
| Мустафа Устюнда     | Володимир Терещук  | Хашмет Тугджу                         | Бізнесмен і злочинець, причетний до незаконної діяльності. Він закохався в Лейлу з першого погляду. Коли Лейла тікає, він шукає її всюди. |
| Долунай Сойсерт     |                    | Джанан Гюнгьор                        | Суворий бос Лейли, який володіє модною компанією. Пізніше виявляється, що вона біологічна мати Лейли. |
| Кадір Чермік        | Євген Пашин        | Саліх Айдин                           | Батько Лейли. |
| Махпері Мертоглу    | Лідія Муращенко    | Айла Айдин                            | Мачуха Лейли, яка не любить її та її сина. |
| Джеміль Бююкдогерлі |                    | Онур Бозан                            | Друг родини Альпера, з яким він близький. Він зраджує Альпера, закрутивши роман з його дружиною. |
| Біхтер Дінчел       |                    | Сюзан Гірей                           | Сестра Альпера, яка згодом розлучається і переїжджає до свого брата та племінниць. |
| Сердар Озер         | Андрій Твердак     | Енгін Каргі                           | Права рука Хашмета, який шукає Лейлу. Він також друг дитинства Альпера. Він знаходить найкращу подругу Лейли, Езгі, і використовує її, щоб знайти Лейлу, але в кінцевому підсумку закохується в неї. |
| Асли Орджан         |                    | Берна Ерен                            | Перша дружина Альпера, у якої є дочка. У неї був роман з його другом Онуром, про що дізнався брат Альпера, що призвело до його смерті, а Берна впала у кому. Коли вона прокидається то хоче повернути Альпера. |
| Бахадір Ватаноглу   | Андрій Соболєв     | Хакверді Айдин                        | Зведений брат Лейли, з яким, на відміну від матері та сестри, вони завжди були близькими з дитинства. Коли Лейла втікає, він намагається знайти її і привести до Хашмета (оскільки він хоче возз’єднатися зі своєю дівчиною), але згодом допомагає Лейлі і викриває Хашмета.                                                             |
| Міне Килич          | Катерина Буцька    | Езгі Гюнеш                            | Найкраща подруга Лейли, яка допомагає їй втекти. Пізніше вони з Енгіном закохуються. |
| Емір Чубукчу        | Андрій Федінчик    | Бурак Тугджу                          | Племінник Хашмета, який закохався в Ейлюль. |
| Ілайда Алішан       |                    | Ейлюль Ерен                           | Старша племінниця Альпера, яка спочатку не любить Лейлу. Пізніше вона закохується в Бурака. |
| Наз Сайнер          |                    | Мерджан Ерен                          | Молодша племінниця Альпера, якій, на відміну від своєї сестри, подобається Лейла. |
| Лавінья Юнлюер      |                    | Чічек Ерен                            | Дочка Альпера і Берни, яка прагне материнської любові після того, як її мати потрапляє в кому. |

А також: Юрій Висоцький, Олександр Завальський, Ярослав Чорненький, Анатолій Зіновенко, Максим Кондратюк, Олег Лепенець, Дмитро Завадський, Олесь Гімбаржевський, Юрій Кудрявець, Михайло Жонін, Павло Скороходько, Дмитро Терещук, Дмитро Гаврилов, Андрій Альохін, Михайло Тишин, Дмитро Нежельський, Олександр Погребняк, Денис Жупник, Олександр Солодкий, Дмитро Рассказов-Тварковський, Сергій Могилевський, Ніна Касторф, Ірина Дорошенко, Лариса Руснак, Олена Узлюк, Ольга Радчук, Олена Яблочна, Наталя Ярошенко, Катерина Сергеєва, Наталя Романько-Кисельова, Катерина Брайковська, Юлія Перенчук, Аліса Гур'єва, Анастасія Жарнікова-Зіновенко, Вікторія Москаленко, Ганна Соболєва, Єлизавета Зіновенко.
Українською мовою серіал дубльовано студією «1+1» у 2021 році.

## Трансляція в Україні
- Вперше серіал транслювався з 15 березня по 20 травня 2021 року на телеканалі «1+1», у будні о 17:10 по дві серії. З 19 квітня у будні о 17:10 по одній серії.
- Вдруге серіал транслювався з 13 грудня 2021 по 23 лютого 2022 року на телеканалі «Бігуді», щодня о 19:30 по одній серії. З 31 січня, щодня о 22:20 по одній серії.
- Втретє серіал транслювався з 12 червня по 15 липня 2022 року на телеканалі «Бігуді», у будні о 20:00 по три серії.
- Вчетверте серіал транслювався з 30 грудня 2022 по 10 лютого 2023 року на телеканалі «Бігуді», у будні о 19:00 по чотири серії. З 9 січня 2023 року, у будні о 19:00 по дві серії.